# Johann Nepomuk Stephan von Sacher

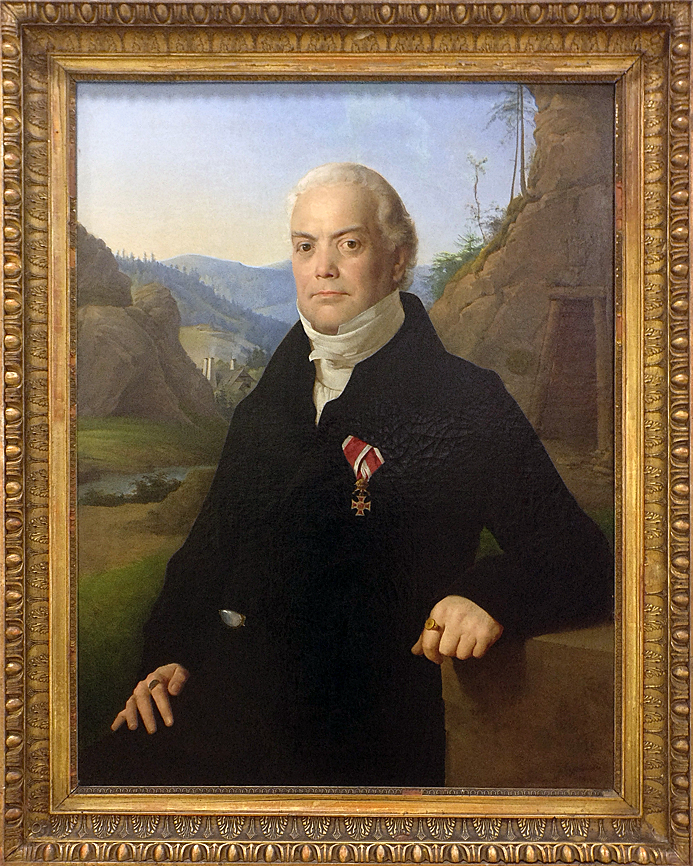
Johann Nepomuk Stephan von Sacher mit Leopoldsorden vor dem Salzbergwerk Gross Salze, Gemälde von Leopold Kupelwieser um 1826

Johann Nepomuk Stephan Sacher, seit 1818 Sacher Ritter von Kronenthal (* 27. März 1759 in Königswart, Böhmen; † 22. September 1836 in Lemberg) war ein österreichischer Beamter und Gubernialrat in Lemberg. Seit 1795 übte er die Funktion des Direktors des Salzbergwerks Groß Salze/Wieliczka aus.
Im Jahr 1817 wurde er vom Kaiser  mit dem Ritterkreuz des Leopold-Ordens ausgezeichnet und erhielt dadurch das Privileg, um die Erhebung in den erblichen österreichischen Ritterstand zu bitten. Seine Erhebung in den Ritterstand als Sacher Ritter von Kronenthal erfolgte mit Wirkung vom 1. April 1818.
Johann Nepomuk Stephan Ritter von Sacher ist der Vater des späteren Polizeidirektors von Lemberg, Leopold Johann Nepomuk von Sacher.